# Пивоваров, Александр Иванович
протоиерей Александр  (в миру — Пивоваров Александр Иванович, 10 июня 1939, Бийск, Алтайский край — 12 мая 2006, Прокопьевский район, Кемеровская область) — протоиерей Русской православной церкви Кемеровской и Новокузнецкой епархии, настоятель Спасо-Преображенского собора в Новокузнецке.
Получил известность как руководитель «Томской кочегарки», распространитель церковной литературы, многолетний настоятель Спасо-Преображенского собора в Новокузнецке.

## Ранняя биография
Родился 10 июня 1939 года в городе Бийск. Закончил Одесскую духовную семинарию. Служил псаломщиком в городе Золотоноша. Дьякон с 1959 , Священник с 1960. После рукоположения в дьяконы служил в Красноярске, после рукоположения в священники в Новосибирске служил в городах Томск, Новокузнецк , Прокопьевск, . В 1965 году закончил Московскую духовную академию со степенью кандидат богословия. В 1969—1975 благочинным Томского благочиния, затем секретарем Новосибирской епархии. Занимался активной миссионерской деятельностью, распространял печатные издания Библии.
В 1983 году был арестован и в 1984 году осуждён, срок отбывал в колонии на территории Тувинской АССР.
В 1986 году после выхода из колонии служил в Новосибирской епархии, а затем в Тобольске. После создания Кемеровской и Новокузнецкой епархии был направлен по послушанию в город Новокузнецк.

## В Новокузнецке
23 сентября 1993 года стал настоятелем Спасо-Преображенского собора, за 12, 5 лет от полностью восстановил разрушенный собор. Возглавлял 2е Новокузнецкое благочиние. К 2005 году в составе Новокузнецкого благочиния было около 15 приходов. В 1999 году епископом Кемеровским и Новокузнецким Софронием был возведен в сан протоиерея.
Был ведущим еженедельной телепередачи «Мир вашему дому» (Ново-ТВ).

## Смерть
12 мая 2006 года после визита в Кемеровское епархиальное управление вместе с водителем направился в Новокузнецк. В Прокопьевском районе горела трава. Видимость была нулевая. Автомобиль въехал в полосу огня и загорелся. Все находившиеся в нём погибли. 14 мая 2006 года был похоронен в ограде Спасо-преображенского собора Новокузнецка. На отпевании были епископ Кемеровский Софроний, и епископ Прокопьевский Амвросий.

## Семья
- Брат — Борис Пивоваров, настоятель церкви в новосибирском Академгородке.
- Сестра — Татьяна Реморова, регент Архиерейского хора Новосибирска, супруга протоиерея Александра Реморова
- Сестра — монахиня Мария (в миру — Елена Реморова)
- Дочь — Ангелина Толстокулакова, музыкант, проректор Кузбасской духовной семинарии.[3]
- Сын — Владимир Пивоваров, священник.

## Награды
Церковные:
- набедренник и камилавка (апрель 1962, к празднику Пасхи)
- наперсный крест (19 апреля 1965)
- архиерейская грамота (6 мая 1967)
- палица (19 апреля 1973, к празднику Пасхи)
- наперсный крест с украшениями (20 апреля 1976, к празднику Пасхи)
- орден св. кн. Владимира III степени (1 апреля 1980, к празднику Пасхи)
- орден св. кн. Владимира II степени (1988)
- митра (7 апреля 1990, в ознаменование заслуг перед Святой Церковью в должности секретаря епархии, а также за труды по возрождению Тобольской духовной семинарии)
- право служения с открытыми Царскими Вратами до «Отче наш» (1997)

Светские:
- медаль «За веру и добро»
- медаль «За особый вклад в развитие Кузбасса»